# Maison d'arrêt de Caen
Ne doit pas être confondu avec Centre pénitentiaire de Caen ou Centre pénitentiaire de Caen-Ifs.
La maison d'arrêt de Caen est une ancienne maison d'arrêt française située dans la commune de Caen rue Général-Duparge, dans le département du Calvados et dans la région Normandie. Elle a fermé en décembre 2023 et les détenus ont été déplacés au centre pénitentiaire de Caen-Ifs.
L'établissement dépend du ressort de la direction interrégionale des services pénitentiaires de Rennes.

## Histoire
L'ancienne prison située près du palais de justice étant devenue trop exigüe et impossible à reconstruire sur site, un nouvel établissement est décidé par le conseil général du Calvados le 27 octobre 1874 sur des terrains non loin du centre pénitentiaire de Beaulieu avec 75 cellules. Le projet évolue au fil des discussions entre l'administration pénitentiaire et le département. Dans sa session du 23 avril 1879, le conseil général valide une prison avec 120 cellules alors que le préfet évaluait le nombre nécessaire à 250.
Les bâtiments ont été construits entre 1899 et 1904 d'après les plans de l'architecte Auguste Nicolas. La prison est ouverte en février 1905 avec le transfert des détenus depuis l'ancienne prison.
Afin d'accéder à l'établissement, le chemin vicinal n°10 est rectifié et élargi pour donner une rue de 12 mètres de large appelée « avenue de la Nouvelle-Prison » ; cette rue prend le nom du Général Duparge par décision du conseil municipal du 23 juillet 1936.
Jusqu'en 1940, la maison d'arrêt retient des prévenus en instance de jugement, des détenus condamnés à de courtes peines ou des détenus en instance de transfert vers d'autres prisons.

### Seconde guerre mondiale
Dès leur arrivée à Caen, les Allemands prennent possession de la prison, ne laissant qu'une partie des bâtiments à la disposition des autorités pénitentiaires françaises. Elle sert alors dans un premier temps à emprisonner et punir les soldats de la Wehrmacht ayant manqué au devoir de discipline. Mais rapidement, la prison devient le lieu de détention des Français ayant contrevenu d'une manière ou d'une autre au nouvel ordre allemand et, à partir de la fin de l'année 1943, des résistants capturés par la Gestapo ou par ses complices de la « bande à Hervé », un groupe de collaborateurs nazis fanatiques de la région caennaise.
À la suite du débarquement de Normandie dans la nuit du 5 au 6 juin 1944 et alors que la gare de Caen est bombardée, l'évacuation de la ville est décidée le 6 juin. La Gestapo ouvre les portes de la prison de la Maladrerie, entre 70 et 80 des prisonniers politiques et otages, parmi lesquels des femmes, sont amenés dans les courettes de promenade, et fusillés,.

### Transfert
Les détenus sont transférés vers le nouveau centre pénitentiaire de Caen-Ifs dans la nuit du 2 au 3 décembre 2023

### Reconversion
Les bâtiments appartiennent toujours à l'Etat et plusieurs projets sont à l'étude.

## Description
L'établissement est composé d'une rotonde centrale et de trois ailes principales, accueillant le quartier des majeurs et celui des mineurs. Dans un bâtiment construit en 1946, se trouve le quartier des femmes.
La prison possédait 269 places dont 222 pour les hommes, 37 pour les femmes et 10 pour les mineurs.